# Swolgen
Swolgen (plaatselijk uitgesproken als Zwollege) is een kerkdorp in de gemeente Horst aan de Maas, in het noorden van de Nederlandse provincie Limburg. Het dorp heeft ruim 1.290 inwoners. Tot 2010 hoorde het bij de voormalige gemeente Meerlo-Wanssum en tot 1969 bij de voormalige gemeente Meerlo.

## Wapen
Het wapen van Swolgen komt voor het eerst voor op een akte van 29 september 1650. De hierop staande Heilige Lambertus heeft een opgeheven rechterhand en houdt een buitenwaarts gekeerde kromstaf in de hand; rechts van hem staat een kerkje.

## Etymologie
De naam Swolgen is afgeleid van zwollen of zwellen. Bedoeld is het kwelwater dat in de omgeving van Swolgen vanuit de hoger gelegen zandgronden opwelde.

## Geschiedenis
Het dorp Swolgen lag in Opper-Gelre en maakte deel uit van het ambt Kessel, dat de Hertog van Gelre toebehoorde - en vanaf 1543 de Spaanse koning als diens opvolger. De heerlijkheid zelf vormde vroeger (met zekerheid vanaf 1424) bestuurlijk één geheel met Broekhuizenvorst en had een gezamenlijke schepenbank die onder voorzitterschap stond van de ambtman van Kessel.
De Spaanse koning die tevens de heerlijkheid hier bezat, verkocht deze in 1655 wegens geldproblemen aan de Staten van Gelre, die het op hun beurt weer verkochten aan Francois Guillaume de Fleming. Zijn zoon verkocht die van Broekhuizenvorst in 1727 aan Hendrik Ignatius Schenck van Nijdeggen en zo kreeg Swolgen een eigen schepenbank. De heerlijke rechten van Swolgen werden door hem in 1739 verkocht aan P.J.J. de Winckel, die griffier was van het Hof te Roermond; diens zoon P.H.J. de Winckel kreeg deze in 1747 en overleed kinderloos in 1791. Zijn neefje P.J.F. van Wevelinckhoven werd de laatste heer van Swolgen. Toen het Spaanse koningshuis uitstierf, volgde de Spaanse Successieoorlog, die er toe leidde dat ook Swolgen door Pruisen werd bezet en formeel in 1713 Pruisisch werd. Dit bleef zo totdat de Fransen in 1794 Pruisisch Gelder definitief veroverden. In 1798 werden de heerlijke rechten en schepenbanken door de Fransen afgeschaft en vervangen door andere bestuursvormen. Bij de totstandkoming van het Koninkrijk der Nederlanden (1814) werd Swolgen hiervan onderdeel.
Bij de Belgische onafhankelijkheidsstrijd (1830) koos dit gebied echter voor aansluiting met België en bij het vredesverdrag van Londen in 1839 kwam het bij de Duitse Bond, waar in 1866 uit werd gestapt. Sinds die tijd is Swolgen definitief in Nederland gelegen. De archieven van de schepenbank én de Doop-, Trouw en Overlijdensregisters (vanaf 1639) bevinden zich in het Rijksarchief Maastricht.

## Bezienswaardigheden
- Kasteeltje De Gun, sinds 1860 een hoeve, aan de Kasteelweg in buurtschap Gun.
- De Sint-Lambertuskerk, met 15e-eeuws koor, grotendeels herbouwd in 1952.
- De Mariakapel in buurtschap Legert.
- De Mariakapel aan de Donkstraat.

## Natuur en landschap
Swolgen ligt aan de rand van hogere zandgronden, op een hoogte van ongeveer 20 meter. In het zuiden ligt, op hoger dekzand (tot ruim 26 meter) de Tienraijse en Swolgenderheide, een voormalig heide- en stuifzandgebied, tegenwoordig grotendeels beplant met naaldbos, maar ook met een aantal heiderestanten en enkele vennetjes. Aansluitend hierop in het oosten het natuurreservaat Schuitwater, een voormalige Maasarm, nu uitlopend op de Broekhuizer Molenbeek.
In het noorden ligt een landbouwgebied, waar men onder meer asperge- en champignonteelt aantreft.
Het Pieterpad doet Swolgen aan.

## Voorzieningen
- De basisschool KC Stip, een brede school (peuterspeelzaal/gemeenschapsruimte/bibliotheek)
- De horeca omvat één café, één cafetaria, één restaurant en één afhaalgelegenheid

## Nabijgelegen kernen
Tienray, Meerlo, Blitterswijck, Broekhuizenvorst